# Geraint Jones
Geraint Owen Jones est un joueur de cricket gallois né le 14 juillet 1976 à Kundiawa en Papouasie-Nouvelle-Guinée, international avec les équipes d'Angleterre puis de Papouasie-Nouvelle-Guinée. Il grandit en Australie avant de s'installer en Angleterre, et débute avec le Kent County Cricket Club en 2001. Il connaît ses premières sélections en Test cricket et en One-day International (ODI) avec l'Angleterre en 2004, et ses dernières en 2006. Il représente la sélection papouane-néo-guinéenne à partir de 2012 et dispute le premier ODI de l'histoire de cette équipe en 2014. Il occupe le rôle de gardien de guichet.

## Biographie
Geraint Jones naît le 14 juillet 1976 à Kundiawa, en Papouasie-Nouvelle-Guinée. Ses parents, gallois, y sont enseignants. Enfant, c'est surtout le football qui l'intéresse. La famille emménage en Australie lorsqu'il a six ans. Il grandit dans le Queensland, jouant au cricket à Loganholme puis en « grade cricket » avec le club de Beenleigh-Logan. À 18 ans, il dispute une saison avec une équipe locale dans le Gloucestershire, en Angleterre. Il a 21 ans lorsqu'il s'y installe définitivement. Il est inscrit dans un club de Clevedon (North Somerset) puis un autre à Abergavenny (pays de Galles). Il signe en 2000 avec le Kent County Cricket Club un contrat qui commence en 2001.
Ses apparitions en équipe première du Kent sont plutôt rares lors de ses deux premières saisons avec le club, mais fructueuses : au cours de ses cinq premières parties catégorisées « first-class », il marque ses courses à la moyenne de 41,75. Le départ de Paul Nixon lui permet de prendre la place de gardien à compter de 2003. Cette année-là, il totalise 985 courses à la moyenne de 44,77 dans le County Championship.
En 2014, alors qu'il a perdu sa place de titulaire dans les rangs du Kent, il est prêté au Gloucestershire et dispute quelques matchs cette saison-là. Il signe au cours de l'automne 2014 un contrat de deux ans avec le Goucestershire pour devenir leur capitaine dans le County Championship à partir de 2015. En novembre 2014, la Papouasie-Nouvelle-Guinée dispute le premier match au format One-day International (ODI) de son histoire, contre Hong Kong, à Townsville en Australie. Pour Jones, il s'agit de son cinquantième match à ce niveau, plus de huit ans après la dernière de ses 49 parties dans ce format avec l'Angleterre.

## Bilan sportif

### Principales équipes
| Équipe                    | Test        | ODI         | Twenty20 int. | Autres |
| ------------------------- | ----------- | ----------- | ------------- | ------ |
| Angleterre                | 2004 - 2006 | 2004 - 2006 | 2005 - 2006   |        |
| Papouasie-Nouvelle-Guinée |             | 2014 -      |               | 2012 - |
| Équipe                    | First-class | List A      | Twenty20      | Autres |
| Kent                      | 2001 - 2013 | 2001 - 2013 | 2003 - 2013   |        |
| Gloucestershire           | 2014 -      |             | 2014 -        |        |